# Juin 1864

## Événements

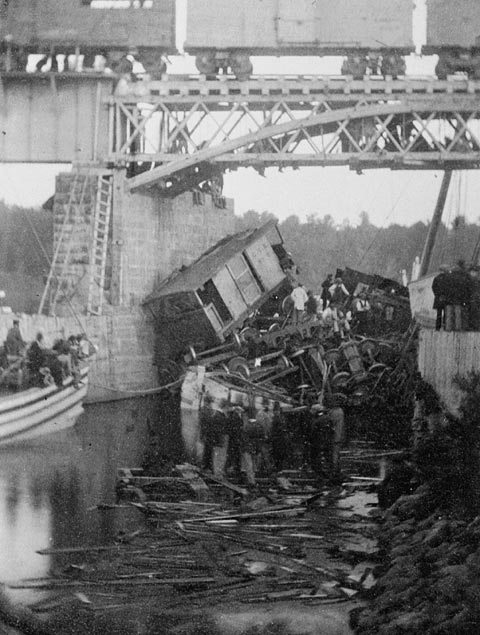
Accident de Belœil (Canada)

- 1er juin (Chine) : Hong Xiuquan, chef du royaume céleste des Taiping, se suicide en avalant de l’or.

- 4 juin : le sultan du Maroc promumlgue un dahir pour encourager la liberté du commerce dans l'empire chérifien.

- 12 juin : arrivée de Maximilien de Habsbourg, frère de l'empereur d'Autriche, au Mexique ; il est proclamé empereur.

- 19 juin : bataille navale entre le corsaire sudiste CSS Alabama et le bateau nordiste USS Kearsarge au large de Cherbourg : le CSS Alabama est coulé.

- 20 juin (guerre des Duchés) : devant les défaites successives de ses troupes, Christian IX de Danemark, qui attend vainement une aide anglaise et française, accepte une médiation russe. En juillet, le Danemark est battu par la Prusse et l'Autriche et cède le Schleswig-Holstein.

- 22 juin : décès à Alger du maréchal Aimable Pélissier (70 ans), gouverneur général de l'Algérie.

- 29 juin :
  - Samuel Ajayi Crowther, premier évêque anglican noir du Nigeria, est consacré dans la cathédrale de Canterbury.
  - Canada : dans la nuit à Belœil-Station, au Québec, alors que le pont ferroviaire tournant avait été ouvert pour laisser passer un convoi de barges, un train chargé d'immigrants allemands fut incapable de s'arrêter à temps et alla se fracasser sur l'un des bateaux, les wagons s'empilant les uns sur les autres. Cet accident fit plus de 97 morts. (Le pont ferroviaire, construit en 1848, est un pont tournant dont la rotation permettait le passage des bateaux à vapeur et des barges sur la rivière Richelieu)[1].

- 30 juin : ministère de coalition de John A. Macdonald et George-Étienne Cartier.

## Naissances
- 1er juin : Gustav van Treeck, peintre-verrier allemand († 12 janvier 1930).
- 4 juin : Nivard Schlögl, exégète biblique autrichien († 25 juin 1939).
- 6 juin : Joseph de Joannis, homme d'Église et entomologiste amateur français († 27 octobre 1932).
- 11 juin : Richard Strauss, compositeur et chef d'orchestre, à Munich.
- 14 juin : Aloïs Alzheimer, neuropsychiatre allemand. († 19 décembre 1915).
- 21 juin : Jean-Marie Corre, coureur cycliste puis fabricant de bicyclettes français († 18 septembre 1915).

## Décès
- 22 juin : Aimable Pélissier (70 ans), gouverneur général de l'Algérie et maréchal de France, à Alger
- 23 juin : Christian Ludwig Brehm, ornithologue allemand (° 1787).